# 14500 Kibo
14500 Kibo è un asteroide della fascia principale. Scoperto nel 1995, presenta un'orbita caratterizzata da un semiasse maggiore pari a 2,2319526 UA e da un'eccentricità di 0,0996651, inclinata di 3,80077° rispetto all'eclittica.